# Kendal
Kendal és una antiga ciutat i una parròquia civil a la zona de Westmorland, al sud del comtat de Cumbria, a Anglaterra (54 ° 19'N 2 ° 45'O). Es troba a la vora del riu Kent del qual pren en part el seu nom (Kent-Dale, significa vall del riu Kent). Pel que fa al nom, altres diuen que té un origen cèltic el significat seria el de "vall brillant". Kendal és conegut principalment com a centre de turisme i com la ciutat d'origen del "Kendal mint cake" (coca mint). Els seus edificis construïts principalment amb pedra calcària grisa de la comarca, li han donat el sobrenom "the Auld Grey Town". Amb una població de 27.521 habitants el 2001, Kendal va ser triat com el millor lloc per viure d'Anglaterra després d'un llarg estudi de vuit anys emprès per la universitat de Strathclyde i els seus habitants.